# Place du Cirque
La place du Cirque, est une voie de Nantes en France. 

## Situation et accès
Située dans le Centre-ville de Nantes, la place du Cirque qui se trouve au pied de la tour Bretagne, est traversée par le cours des 50-Otages, et est longée par la ligne 2 du tramway de Nantes. Elle est desservie par la rue de l'Arche-Sèche, la rue de l'Abreuvoir, la rue de l'Hôtel-de-Ville, l'allée d'Orléans, l'allée des Tanneurs et l'Allée Duquesne.

## Origine du nom
Elle doit son nom à un cirque en dur construit à proximité en 1830.

## Historique
Elle bordait la rive droite l'Erdre, avant le comblement de cette rivière dans les années 1930, et avait une forme en hémicycle face au « pont de l'hôtel de ville »,.
La place est tout d'abord baptisée « place de l'Abreuvoir », avant de prendre le nom de place du Cirque le 29 octobre 1837.
Cette place doit son nom au cirque Paquer, ou cirque du Chapeau-Rouge, lequel occupe initialement un bâtiment de la rue du Chapeau-Rouge, construit à l'origine en 1830 pour y installer une usine pour l'éclairage au gaz, mais le projet fut abandonné après la fin des travaux. Le propriétaire décida d'y installer un cirque en 1834 (l'inauguration a lieu le 24 novembre 1833). Peu après, il fait appel à l'architecte Joseph-Fleury Chenantais pour édifier un théâtre à l'angle de la rue de l'Arche-Sèche et de l'allée d'Orléans, la « salle des Variétés », inauguré en 1836, où se produit ensuite le Cirque olympique. Au fil du temps, la salle de théâtre — où se produisit notamment Virginie Déjazet — s'effaça peu à peu devant le cirque.
Depuis 1976, la tour Bretagne domine la place à partir de laquelle on accède au parking du bâtiment.